# Djurgården Hockey 2013/2014
Djurgården Hockey kom på tredje plats i den Allsvenska serien, vilket ledde till direktplats i kvalserien. Där man kom tvåa och gick upp till SHL.

## Spelartrupp säsongen 2013/2014
- Adam Reideborn, 22, målvakt.
- Johan Mattsson, 21, målvakt.
- Tobias Sandberg, 20, målvakt.

- Martin Ahnelöv, 19, back.
- Nils Andersson, 22, back.
- Linus Arnesson, 19, back.
- Andreas Englund, 18, back.
- Alexander Falk, 20, back.
- Philip Holm, 22, back.
- Marcus Högström, 25, back.
- David Lidström, 26, back.
- Sam Lofquist, 24, back.
- Robin Norell, 19, back.
- Adam Ollas Mattsson, 17, back.
- Bobbo Petersson, 21, back (lån från Örebro).
- Timmy Pettersson, 37, back.

- Mikael Ahlén, 25, forward.
- Robin Dahlström, 26, forward (lån från Örebro).
- Henrik Eriksson, 23, center.
- Joakim Eriksson, 37, center.
- Mattias Guter, 25, forward.
- Joakim Hagelin, 24, forward (lån från Linköping).
- Nicklas Heinerö, 22, forward.
- Michael Holmqvist, 34, center.
- Jens Jakobs, 29, forward (lån från Leksand).
- Dustin Johner, 31, forward.
- Mattias Kalin, 20, forward.
- Petr Kalus, 26, forward.
- Måns Krüger, 22, center.
- Tobias Liljendahl, 19, forward.
- Tobias Lindberg, 18, forward.
- Markus Ljungh, 23, center.
- Emil Lundberg, 20, forward (lån från Asplöven).
- Henrik Nyberg, 19, forward.
- Steve Saviano, 32, forward.
- Matthias Sundberg, 21, center.
- Marcus Sörensen, 22, forward.

Ledare:
- Hans Särkjärvi, 57, huvudtränare.
- Stefan Nyman, 41, assisterande tränare.
- Anders Persson, 42, målvaktstränare.
- Challe Berglund, 49, sportchef.